# Abdijschool van Zevenkerken

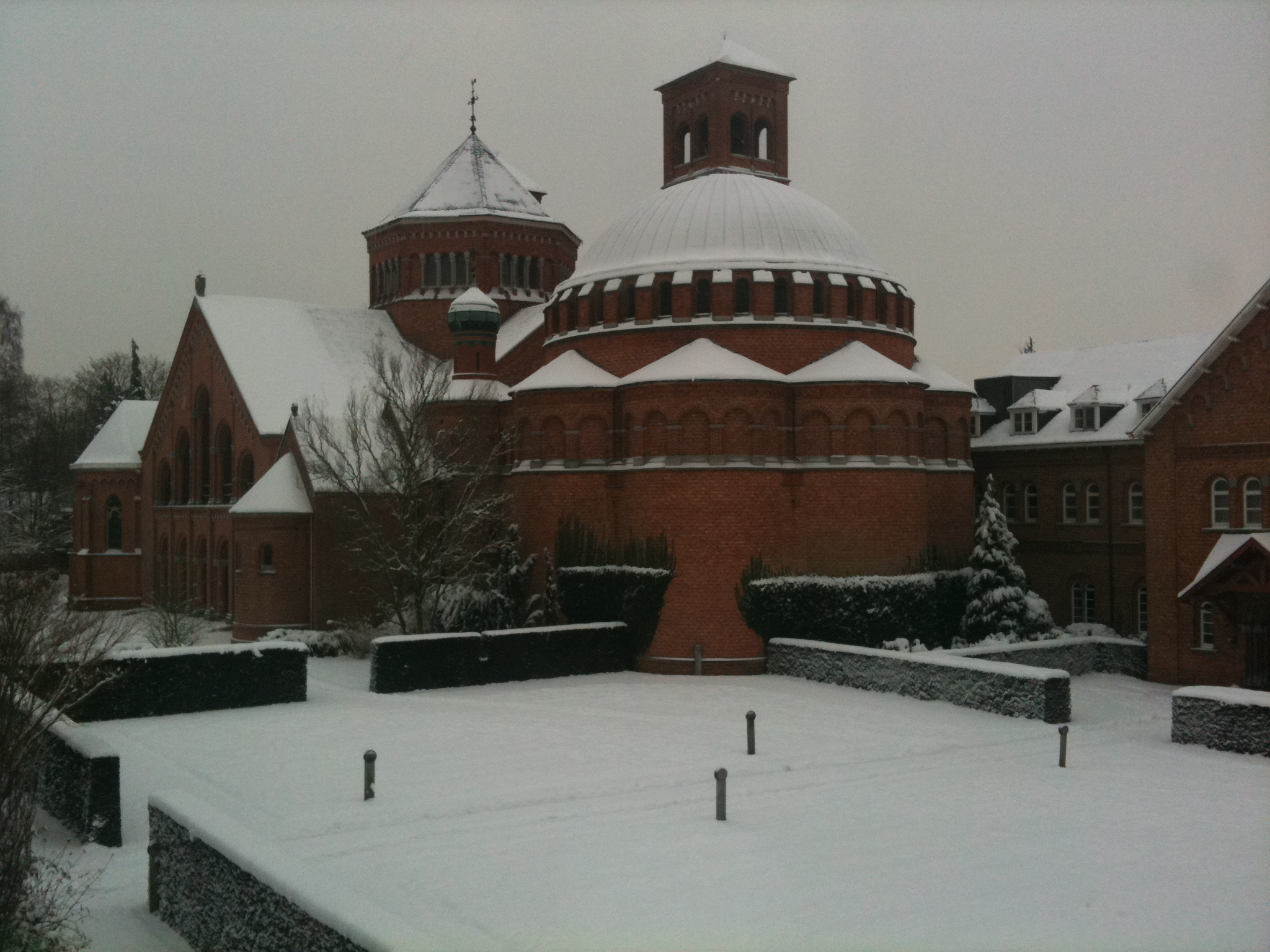
Kerk van de Abdijschool

De Abdijschool van Zevenkerken is een Belgische katholieke eliteschool die algemeen secundair onderwijs aanbiedt. De school is verbonden met en bevindt zich op de terreinen van de Sint-Andriesabdij in Brugge. Schoolhoofd is sinds 2021 Stefaan Misschaert. Het devies van de school luidt Duc In Altum (vrij vertaald: Steek van wal).
De school telt ongeveer 300 leerlingen. Dit aantal wordt bepaald door de capaciteit van het internaat. Alle leerlingen zijn intern. De jongens verblijven in het internaat bij de school zelf, de meisjes verblijven in de priorij van Onze-Lieve-Vrouw van Bethanië in Loppem, anderhalve kilometer afstand gelegen.
De Abdijschool staat bekend als een eliteschool en trekt leerlingen uit heel België aan. De prinsen Filip van België en Laurent van België liepen hier enkele tijd school. Laurent werd er door de andere leerlingen gepest. Hij had zo'n afkeer van de school en van zijn klasgenoten dat hij er op een decemberavond wegliep en door de rijkswacht op de E40 teruggevonden werd met een bord in de handen waar "Brussel" op stond. 
De school, volledig Nederlandstalig, telt relatief veel Franstalige leerlingen.

## Geschiedenis
De school werd opgericht in 1910 door de monniken van de abdij. De priorij werd in 1921 gesticht vanuit de abdij. De oudste gebouwen dateren van 1925, met uitbreidingen tot 1957, en zijn van de hand van architect Jozef Viérin, die ook tekende voor een aantal andere gebouwen in Zevenkerken.
De school kwam in 2010 negatief in het nieuws door een zaak van seksueel misbruik van verschillende minderjarige jongens door een opvoeder in de jaren tachtig van de twintigste eeuw.